# 2020년 하계 올림픽 다이빙 남자 10m 플랫폼
2020년 하계 올림픽의 다이빙 남자 10m 플랫폼 종목은 8월 6일부터 8월 7일까지 일본의 도쿄 도쿄 아쿠아틱스 센터에서 열렸다.

## 경기장
2020년 하계 올림픽 다이빙 남자 10m 플랫폼 경기는 개최 도시인 도쿄에 있는 도쿄 아쿠아틱스 센터에서 경기가 열렸다.
| 도시 | 경기장               | 비고    |
| ---- | -------------------- | ------- |
| 도쿄 | 도쿄 아쿠아틱스 센터 | 전 경기 |

## 경기 방식
경기는 예선, 준결승, 결승 총 3번 진행하였다.
- 예선: 모든 선수들이 총 6번에 다이빙을 하며 이중 18명까지 준결승에 진출한다.
- 준결승: 예선의 통과한 선수들은 총 6번에 다이빙을 하며 이중 12명까지 준결승에 진출한다.
- 결승: 준결승에 통과한 12명의 선수들은 총 6번에 다이빙을 하며 이중 1등부터 3등에게 각각 금메달, 은메달, 동메달을 수여한다.

6번의 다이빙을 할 때 선수들은 앞으로 뛰기, 뒤로 서서 앞으로 뛰기, 뒤로 뛰기, 앞으로 서서 뒤로 뛰기, 비틀기, 물구나무서기 중 1가지를 시도해야한다. 각각의 선수들은 도움닫기, 안정성, 뛰어오르는 높이, 공간자세, 입수자세, 각도 등을 토대로 평가받는다. 7명의 심판들이 점수를 부여하며, 심판들은 0.5점 간격으로 0점부터 10점까지 점수를 부여한다. 최고점수 2개와 최하점수 2개를 제외하며 나머지 3개점수를 합한 값과 기술의 난도를 곱하여 점수를 부여한다. 6번의 다이빙 점수 결과를 합산하여 최종 점수를 부여한다

## 경기일정
경기 시간은 일본 표준시 (UTC+9) 기준이다.
| 날짜                  | 시간  | 종목                    |
| --------------------- | ----- | ----------------------- |
| 2021년 8월 6일 금요일 | 15:00 | 남자 10m 플랫폼 예선    |
| 2021년 8월 7일 토요일 | 10:00 | 남자 3m 플랫폼 준결선   |
| 2021년 8월 7일 토요일 | 15:00 | 남자 3m 스프링보드 결선 |

## 예선
2019년 세계 수영 선수권 대회 다이빙 종목에서 12위권에 든 선수, 5개 대륙별 선수권대회 우승자, 2020년 FINA 다이빙 월드컵에서 18위권에 든 선수에게 출전권이 부여되며, 선수가 중복되어 남는 자리가 있다면 다이빙 월드컵 최종순위를 갱신하여 채워질 때까지 출전권을 배분한다. 선수들은 2020년 기준 14살 이상이여야 참가가 가능하다.

## 결과
| 순위 | 선수               | 국가                 | 예선   | 예선 | 준결승    | 준결승    | 결승      | 결승      | 결승      | 결승      | 결승      | 결승      | 결승      |
| 순위 | 선수               | 국가                 | 포인트 | 순위 | 포인트    | 순위      | 1차시기   | 2차시기   | 3차시기   | 4차시기   | 5차시기   | 6차시기   | 포인트    |
| ---- | ------------------ | -------------------- | ------ | ---- | --------- | --------- | --------- | --------- | --------- | --------- | --------- | --------- | --------- |
| 1    | 차오위안           | 중화인민공화국       | 529.30 | 2    | 513.70    | 1         | 102.00    | 81.60     | 97.20     | 97.20     | 101.75    | 102.60    | 582.35    |
| 2    | 양젠               | 중화인민공화국       | 546.90 | 1    | 480.85    | 2         | 90.10     | 94.50     | 89.75     | 91.20     | 102.60    | 112.75    | 580.40    |
| 3    | 톰 데일리          | 영국                 | 453.70 | 4    | 462.90    | 4         | 98.60     | 91.20     | 91.80     | 80.50     | 94.35     | 91.80     | 548.25    |
| 4    | 알렉산드르 본다리  | 러시아 올림픽 위원회 | 513.85 | 3    | 464.10    | 3         | 75.20     | 91.80     | 85.75     | 81.00     | 94.35     | 86.40     | 514.50    |
| 5    | 빅토르 미니바예프  | 러시아 올림픽 위원회 | 391.95 | 14   | 447.50    | 5         | 68.80     | 91.80     | 91.80     | 73.80     | 83.25     | 86.40     | 495.85    |
| 6    | 올렉시 세레다      | 우크라이나           | 435.90 | 6    | 416.05    | 7         | 83.20     | 79.20     | 88.20     | 56.10     | 75.00     | 80.00     | 461.70    |
| 7    | 다마이 리쿠토      | 일본                 | 374.25 | 16   | 413.65    | 8         | 72.00     | 86.40     | 75.85     | 86.40     | 35.70     | 75.60     | 431.95    |
| 8    | 카시엘 루소        | 오스트레일리아       | 423.55 | 8    | 444.10    | 6         | 57.60     | 61.20     | 74.25     | 76.50     | 72.00     | 88.80     | 430.35    |
| 9    | 조던 윈들          | 미국                 | 390.05 | 15   | 409.80    | 9         | 68.80     | 72.60     | 39.60     | 88.80     | 69.70     | 68.40     | 407.90    |
| 10   | 카완 피게레도      | 브라질               | 371.65 | 17   | 400.40    | 12        | 60.80     | 79.20     | 46.20     | 79.55     | 56.10     | 72.00     | 393.85    |
| 11   | 브랜든 로스치아보  | 미국                 | 403.85 | 11   | 409.75    | 10        | 67.20     | 59.40     | 48.60     | 69.70     | 66.60     | 72.15     | 383.65    |
| 12   | 안드레스 비야레알  | 멕시코               | 410.30 | 9    | 405.55    | 11        | 67.20     | 59.40     | 59.50     | 42.50     | 72.15     | 81.00     | 381.75    |
| 13   | 네이선 좀보름 머리 | 캐나다               | 443.85 | 5    | 397.85    | 13        | 진출 실패 | 진출 실패 | 진출 실패 | 진출 실패 | 진출 실패 | 진출 실패 | 진출 실패 |
| 14   | 라파엘 퀸테로      | 푸에르토리코         | 396.90 | 12   | 397.55    | 14        | 진출 실패 | 진출 실패 | 진출 실패 | 진출 실패 | 진출 실패 | 진출 실패 | 진출 실패 |
| 15   | 김영택             | 대한민국             | 366.80 | 18   | 374.90    | 15        | 진출 실패 | 진출 실패 | 진출 실패 | 진출 실패 | 진출 실패 | 진출 실패 | 진출 실패 |
| 16   | 우하람             | 대한민국             | 427.25 | 7    | 374.50    | 16        | 진출 실패 | 진출 실패 | 진출 실패 | 진출 실패 | 진출 실패 | 진출 실패 | 진출 실패 |
| 17   | 티모 바르텔        | 독일                 | 395.70 | 13   | 364.50    | 17        | 진출 실패 | 진출 실패 | 진출 실패 | 진출 실패 | 진출 실패 | 진출 실패 | 진출 실패 |
| 18   | 세바스티안 비야    | 콜롬비아             | 407.30 | 10   | 341.40    | 18        | 진출 실패 | 진출 실패 | 진출 실패 | 진출 실패 | 진출 실패 | 진출 실패 | 진출 실패 |
| 19   | 라일란 윈스        | 캐나다               | 366.70 | 19   | 진출 실패 | 진출 실패 | 진출 실패 | 진출 실패 | 진출 실패 | 진출 실패 | 진출 실패 | 진출 실패 | 진출 실패 |
| 20   | 이사크 소우자      | 브라질               | 339.30 | 20   | 진출 실패 | 진출 실패 | 진출 실패 | 진출 실패 | 진출 실패 | 진출 실패 | 진출 실패 | 진출 실패 | 진출 실패 |
| 21   | 제이든 아이커만    | 독일                 | 330.75 | 21   | 진출 실패 | 진출 실패 | 진출 실패 | 진출 실패 | 진출 실패 | 진출 실패 | 진출 실패 | 진출 실패 | 진출 실패 |
| 22   | 오스카 아리자      | 베네수엘라           | 327.05 | 22   | 진출 실패 | 진출 실패 | 진출 실패 | 진출 실패 | 진출 실패 | 진출 실패 | 진출 실패 | 진출 실패 | 진출 실패 |
| 23   | 모합 이샤크        | 이집트               | 318.55 | 23   | 진출 실패 | 진출 실패 | 진출 실패 | 진출 실패 | 진출 실패 | 진출 실패 | 진출 실패 | 진출 실패 | 진출 실패 |
| 24   | 이반 가르시아      | 멕시코               | 316.95 | 24   | 진출 실패 | 진출 실패 | 진출 실패 | 진출 실패 | 진출 실패 | 진출 실패 | 진출 실패 | 진출 실패 | 진출 실패 |
| 25   | 니시다 레오        | 일본                 | 314.30 | 25   | 진출 실패 | 진출 실패 | 진출 실패 | 진출 실패 | 진출 실패 | 진출 실패 | 진출 실패 | 진출 실패 | 진출 실패 |
| 26   | 조나단 챈          | 싱가포르             | 311.15 | 26   | 진출 실패 | 진출 실패 | 진출 실패 | 진출 실패 | 진출 실패 | 진출 실패 | 진출 실패 | 진출 실패 | 진출 실패 |
| 27   | 노아 윌리엄스      | 영국                 | 309.55 | 27   | 진출 실패 | 진출 실패 | 진출 실패 | 진출 실패 | 진출 실패 | 진출 실패 | 진출 실패 | 진출 실패 | 진출 실패 |
| 28   | 사무엘 프리커      | 오스트레일리아       | 306.50 | 28   | 진출 실패 | 진출 실패 | 진출 실패 | 진출 실패 | 진출 실패 | 진출 실패 | 진출 실패 | 진출 실패 | 진출 실패 |
| 29   | 마티유 로세        | 프랑스               | 275.70 | 29   | 진출 실패 | 진출 실패 | 진출 실패 | 진출 실패 | 진출 실패 | 진출 실패 | 진출 실패 | 진출 실패 | 진출 실패 |

1. ↑  This dive became the highest scoring dive in Olympic history, surpassing Australia's Matthew Mitcham's 112.10 point dive at the 2008 Summer Olympics in Beijing.

## 메달리스트
| 종목               | 금                        | 은                    | 동               |
| ------------------ | ------------------------- | --------------------- | ---------------- |
| 남자 3m 스프링보드 | 차오위안 · 중화인민공화국 | 양젠 · 중화인민공화국 | 톰 데일리 · 영국 |